# Dolichoderus pustulatus
Dolichoderus pustulatus es una especie de hormiga del género Dolichoderus, subfamilia Dolichoderinae. Fue descrita científicamente por Mayr en 1886.
Se distribuye por Canadá y los Estados Unidos. Se ha encontrado a elevaciones de hasta 100 metros. Vive en nidos, humedales, selvas tropicales y la hojarasca.